# Tillandsia somnians
Tillandsia somnians es una especie de planta epífita dentro del género  Tillandsia, perteneciente a la  familia de las bromeliáceas. Es originaria de Ecuador y Perú.

## Taxonomía
Tillandsia somnians fue descrita por Lyman Bradford Smith y publicado en Phytologia 7: 422, t. 2, f. 1,2. 1961.
Etimología
Tillandsia: nombre genérico que fue nombrado por Carlos Linneo en 1738 en honor al médico y botánico finlandés Dr. Elias Tillandz (originalmente Tillander) (1640-1693).
somnians: epíteto